# Direction générale des Douanes et Accises
 (avril 2020).
Si vous disposez d'ouvrages ou d'articles de référence ou si vous connaissez des sites web de qualité traitant du thème abordé ici, merci de compléter l'article en donnant les références utiles à sa vérifiabilité et en les liant à la section « Notes et références ».
La direction générale des Douanes et Accises (DGDA) est un service public de la république démocratique du Congo doté de l’autonomie administrative et financière, créé par le décret no 09/43 du 3 décembre 2009, succédant à l'Office des douanes et accises (OFIDA). Elle travaille sous la tutelle du ministère des Finances. Elle est dirigée par Bernard Kabese Musangu depuis juin 2023,.

## Mission

### Fiscale
(avril 2020).
La Direction générale des douanes et accises exerce sur l’étendue du territoire national toutes les missions et prérogatives relatives à l’application des législations douanière et accisienne, ainsi qu’à celle de tous autres textes légaux et réglementaires liés à l’importation ou l’exportation, au transit et au séjour des marchandises en entrepôt de douane. De ce qui précède, la Direction générale des douanes et accises est chargée de :
- la perception des droits, taxes et redevances à caractère douanier et fiscal, présents et à venir, qui sont dus soit du fait de l'importation ou de l'exportation des

marchandises de toute nature, soit du fait de leur transit ou de leur séjour en entrepôt douanier ;
- la perception des droits d'accises et de consommation présents et à venir ;
- la classification des marchandises ;
- la détermination de l'origine des marchandises ;
- la détermination de la valeur en douane des marchandises à l'importation et à l'exportation ;
- le contrôle des prix ex-usine des produits soumis aux droits d'accises ;
- la conception et la mise en œuvre des mesures visant la facilitation et la sécurisation des échanges commerciaux, ainsi que celles relatives à la production locale des produits soumis aux droits d'accises;
- le renforcement des capacités du personnel aux techniques modernes de gestion dans le domaine des douanes et accises ;
- la protection de l'espace économique national en particulier par l'application des normes aux frontières ; l'application des législations connexes aux frontières concernant la protection de l'environnement conformément aux conventions internationales ;
- la protection de la société par la lutte contre le trafic illicite des marchandises dangereuses et des déchets toxiques, des produits qui appauvrissent la couche d'ozone ;
- la mise en œuvre des mesures de protection de la chaîne logistique internationale;
- la participation à la politique d'intégration du pays dans les communautés économiques régionales ;
- la surveillance des frontières nationales et des fabriques des produits soumis aux droits d'accises ;
- la lutte contre le terrorisme et la criminalité transfrontalière organisée;
- la lutte contre le blanchiment d'argent ;
- la recherche et la constatation des infractions en matière des douanes et accises et aux législations connexes ;
- la lutte contre la contrefaçon et autres atteintes aux droits de la propriété industrielle, intellectuelle et artistique ;
- l'établissement et la publication des statistiques du commerce extérieur sur la base des données récoltées lors du dédouanement des marchandises.

### Économique
La Direction générale des douanes et accises est seule compétente pour liquider, percevoir et recouvrer les impôts, taxes, commissions, redevances ou rémunérations quelconques pour le compte d’autres administrations et/ou organismes publics lorsqu’ils sont dus soit à l’occasion de l’importation et/ou de l’exportation des marchandises, soit du fait de leur transit ou de leur séjour en entrepôt douanier. A ce titre, la Direction Générale des Douanes et Accises assure le pilotage des guichets uniques institués dans les bureaux de douane.
Elle communique aux administrations et organismes intéressés les informations relatives aux éléments de taxation à l’importation et à l’exportation.

### Ordonnancement
La Direction générale des douanes et accises est garante du respect des lois et règlements en matière de douanes et accises. A cet effet, elle est spécialement chargée de soumettre à l'autorité compétente les projets de textes légaux et réglementaires en la matière ainsi que les projets de leur modification. Elle est consultée pour tout projet de texte, de convention ou d'investissement ayant une incidence sur les douanes et les accises.

## Organisation
La Direction générale des douanes et accises, dirigée par un directeur général (DG),,, assisté de deux directeurs généraux adjoints dont l'un est chargé des questions administratives et financières et l'autre des questions techniques, comprend :
- une administration centrale constituée de 15 Directions, d'un Bureau de Coordination et un corps spécialisé constitué d'un personnel en uniforme astreint à une organisation et une discipline paramilitaires ;
- douze directions provinciales;
- quatre délégués de la douane (missions de représentations) à l'étranger  à Bruxelles, Mombasa, Douala et Dar es Salam.